# Nick Woud
Nick Woud (9 april 1955) is een hedendaags Nederlands componist en vooral paukenist en slagwerker. Hij is solo-paukenist in het Koninklijk Concertgebouw Orkest.

## Levensloop
Woud begon zijn slagwerkstudie op achtjarige leeftijd aan de muziekschool te Zaandam. Later studeerde hij percussie en pauken aan het Conservatorium van Amsterdam bij Jan Labordus en Jan Pustjens. Al op 18-jarige leeftijd speelde hij in het Koninklijk Concertgebouw Orkest, het Nederlands Kamerorkest en andere vooraanstaande Nederlandse orkesten. Hij werd lid van het Radio Philharmonisch Orkest onder Edo de Waart als slagwerker en paukenist. Sinds 2002 is hij lid van het Koninklijk Concertgebouw Orkest. Naast deze werkzaamheden is hij ook verbonden met het Gustav Leonhardt Consort en de Nederlandse Bachvereniging. 
Als docent is hij verbonden aan het Conservatorium van Amsterdam. Hij leidde reeds vele paukenist op die nu in orkesten over de hele wereld spelen zoals: Tomohiro Ando (Koninklijk concertgebouworkest), Danny van de Wal (Rotterdams Philharmonisch Orkest, Chris Leenders (Residentie Orkest), 
Als componist is hij autodidact en schreef werken voor slagwerk, koperblazers maar ook voor harmonieorkest en zelfs een musical.

## Composities

### Werken voor harmonie- en fanfareorkest en brassband
- 1986 Ecaenia, voor harmonieorkest
- 2000 Track, voor groot koperensemble en slagwerk
- 2005 The Call, voor koperensemble
- Capriccio, voor harmonieorkest

### Kamermuziek
- 2005 First song, voor bastrombone
- A windmills mind, voor trombone-ensemble
- Dances, voor trombone en bastrombone
- Disguise music, suite voor kopersextet
- Evocation, voor twee trompetten, trombone en bastrombone
- Ridge I, voor saxofoon en marimba
- Serenade, voor solo bastrombone en vier trombones
  1. Adagio, Quasi rubato/ cadenza/ allegro
  2. Adagio
  3. Allegro furioso

### Werken voor marimba
- 1999 Capriccio

### Werken voor pauken of slagwerk
- Paul's piece, voor pauken
- Divertimento, voor pauken
- Do you know, voor twee bekkenspelers

## Pedagogische werken
- The timpani challenge 30 studies voor gevorderde paukenisten
- Symphonic studies for timpani
- Musical studies for pedal timpani